# Fredy Studer
Fredy Studer (Luzern, 16 juni 1948 – 22 augustus 2022) was een Zwitserse jazzdrummer.

## Biografie
Fredy Studer was in 1972 een van de oprichters van het rockjazzkwartet OM in Luzern. Met deze band waren hij en zijn schoolgenoot, de gitarist Christy Doran, de saxofonist Urs Leimgruber en de contrabassist Bobby Burri op tournee in Zwitserland en Duitsland met Electricjazz-Freemusic voor bijna een decennium. Hij werkte ook als drummer voor het Franco Ambrosetti-George Gruntz Quintet (met Joe Henderson, Miroslav Vitouš of met Larry Schneider en Dave Holland) en voor de percussieprofielen (Jack DeJohnette, Pierre Favre, Dom Um Romão, David Friedman, George Gruntz). Tijdens de jaren 1980 speelde hij in een trio met Rainer Brüninghaus en Markus Stockhausen en met Stephan Wittwer en Christy Doran in Red Twist & Tuned Arrow, maar ook in Favre's band Singing Drums (met Paul Motian, Naná Vasconcelos) en in de Charlie Mariano-Jasper van 't Hof Group.
Studer heeft de afgelopen decennia in een grote verscheidenheid aan bands en projecten gewerkt. Hij gaf en geeft concerten en workshops, maakte radio- en televisie-opnamen, muziek voor dansvoorstellingen en theater- en filmmuziek in heel Europa, Afrika, Japan, Zuid-Amerika, het Caribisch gebied, in Taiwan, India, de voormalige Sovjet-Unie, Canada en de Verenigde Staten.
Huidige bands en projecten omvatten het Hardcore Chamber Music Trio met Hans Koch en Martin Schütz (ook uitgebreid als Roots and Wires), dat sinds 1990 bestaat, een Jimi Hendrix-project (meest recent met Christy Doran, Erika Stucky en Kim Clarke) en Jamaaladeen Tacuma) evenals de percussietrio's (met Robyn Schulkowsky en Joey Baron enerzijds en Hamid Drake en Michael Zerang anderzijds). Hij speelde en publiceerde ook duo's met Schulkowsky, maar ook met Jin Hi Kim, Joëlle Léandre, Dorothea Schürch, Ami Yoshida en Beth Coleman, leden van het avant-garde circuit in New York en bekend als DJ M.Singe.
Studer speelde soms ook in het slagwerkensemble van Robyn Schulkowsky als tolk van composities van Charles Ives, Steve Reich, John Cage en Edgard Varèse. 
Fredy Studer was een van de eerste drummers die elementen van open improvisatie en rockgrooves in zijn stijl combineerde. Zijn werk is gedocumenteerd op meer dan tachtig opnamen.  
In 1991 ontving Studer de erkenningsprijs van de Kunst en Cultuur Award van de stad Luzern. In 2003 ontving hij de prijs voor kunst en cultuur van de stad Luzern.

## Discografie
- 2004: Doran-Stucky-Studer-Clarke: Jimi
- 2003: Koch-Schütz-Studer: Life Tied
- 1994: Studer, Doran, Ray Anderson: Suisse Couture
- 1982-1988: Studer: Essentials met Brüninghaus, Doran, Rosko Gee, Trilok Gurtu, Charlie Mariano, Dom Um Romao, Tamia, Nana Vasconcelos, Miroslav Vitous, Stephan Wittwer, Helmut Zerlett
- 1977-1994: Studer/Doran: Half A Lifetime (met Manfred Schoof, Sonny Sharrock, Jean-François Jenny-Clark e.a.)
- 1975/1976: Om: A Retrospective

- Bibliothèque nationale de France: cb139001519 (data)
- Gemeinsame Normdatei: 134032543
- International Standard Name Identifier: 0000 0000 5514 0124
- Library of Congress Control Number: no97024019
- MusicBrainz: ee12fd1c-52e1-4230-94e5-17b335146b49
- Nederlandse Thesaurus van Auteursnamen: 073636991
- Réseau des bibliothèques de Suisse occidentale: 02-A003872090
- Système universitaire de documentation: 244086923
- Virtual International Authority File: 34644739
- WorldCat: E39PBJt8mv9bcFmXPKd9mpFqcP